# Kansas Fields
Kansas Fields (* 5. Dezember 1915 in Chapman, Kansas als Carl Donnell Fields; † 3. August 1995 in Chicago) war ein US-amerikanischer Jazz-Schlagzeuger.

## Leben und Wirken
„Kansas“ Fields begann seine Karriere Ende der 1920er Jahre in Chicago; in den 1930er Jahren arbeitete er bei King Kolax, Walter Fuller und Jimmie Noone. 1940 gehörte er der Band von Roy Eldridge in Chicago an und arbeitete im Laufe des nächsten Jahrzehnts wiederholt mit ihm zusammen. Kurze Zeit hatte er ein eigenes Ensemble. In New York begleitete er bei Ella Fitzgerald, Benny Carter, Edgar Hayes sowie Charlie Barnet und spielte (bei den Jamsessions in Minton’s Playhouse) mit Charlie Parker und Dizzy Gillespie, bevor er zwischen 1942 und 1945 bei der Kriegsmarine seinen Militärdienst im Zweiten Weltkrieg ableistete. 
Nach Kriegsende arbeitete er bei Cab Calloway, Claude Hopkins, Sidney Bechet, Dizzy Gillespie und Roy Eldridge (1949). Mit einer eigenen Formation trat er Anfang der 1950er Jahre im Café Society auf und spielte für das Label Hi-Lo drei 78er ein (Rippin’ and Runnin’). In seinem Quartett spielten Ike Quebec, Mal Waldron und der Bassist Alfred Matthews. Danach ging er 1953 mit Babs Gonzales und Mezz Mezzrow auf Europatournee.
Fields blieb über zehn Jahre in Europa, ließ sich in Frankreich nieder und arbeitete dort als Sideman mit vielen dort lebenden oder auftretenden amerikanischen Musikern zusammen, wie mit Albert Nicholas, Bill Coleman, Peanuts Holland und Mary Lou Williams. 1958 trat er mit Bechet auf der Weltausstellung in Brüssel auf. 1965 kehrte er nach Chicago zurück, arbeitete erneut bei Gillespie (Jamboo Caribe) und als Studiomusiker. Bis Ende der 1970er Jahre trat er noch mit lokalen Gruppen auf.
Fields, der nach eigenen Angaben von Sid Catlett beeinflusst war, wirkte außerdem an Aufnahmen von Big Bill Broonzy, Buck Clayton, Eddie Condon, Coleman Hawkins, Lionel Hampton, Taps Miller, Kid Ory, Bud Powell, Mel Powell und Joe Williams mit. 